# Stanza singola
Stanza singola è il primo album in studio del cantautore italiano Franco126, pubblicato il 25 gennaio 2019 dalla Universal.

## Tracce
Testi e musiche di Federico Bertolini e Stefano Ceri, eccetto dove indicato.
1. San Siro – 4:01
2. Stanza singola (feat. Tommaso Paradiso) – 3:17 (Federico Bertolini, Stefano Ceri, Tommaso Paradiso)
3. Brioschi – 3:39
4. Fa lo stesso – 3:26
5. Parole crociate – 3:07
6. Nuvole di drago – 4:18
7. Frigobar – 4:25
8. Oi oi – 3:14
9. Vabbè – 3:35
10. Ieri l'altro – 3:51

## Formazione
- Franco126 – voce
- Giorgio Poi – chitarra, basso
- Ceri – produzione
- Tommaso Paradiso – voce aggiuntiva (traccia 2)

## Classifiche

### Classifiche settimanali
| Classifica (2019) | Posizione massima |
| ----------------- | ----------------- |
| Italia            | 7                 |

### Classifiche di fine anno
| Classifica (2019) | Posizione |
| ----------------- | --------- |
| Italia            | 43        |
| Classifica (2020) | Posizione |
| Italia            | 75        |